# Francesco Brina

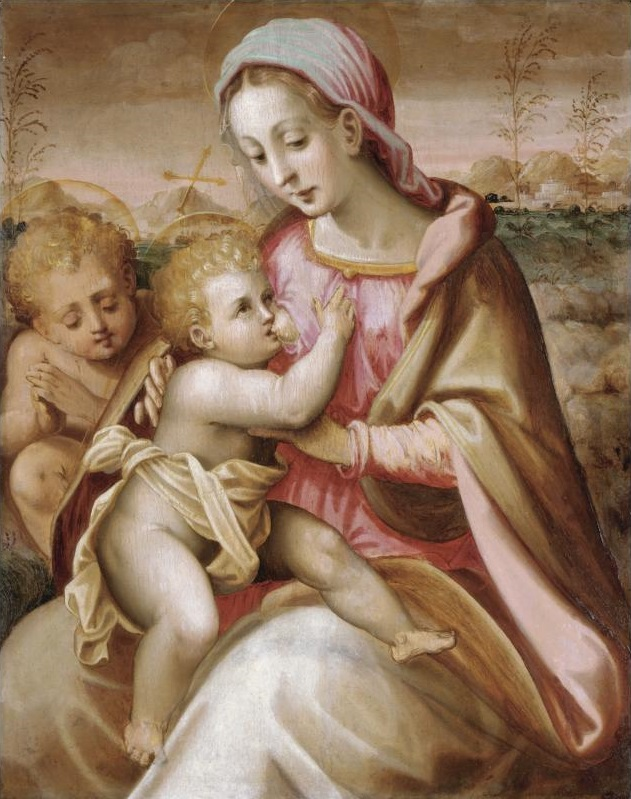
Vergine con il Bambino e san Giovannino

Francesco Brina (1529 – 1586) è stato un pittore italiano del periodo manierista, attivo principalmente a Firenze.

## Biografia
Francesco di Matteo del Brina è un artista di origini fiorentina.
Lo storico Sydney Joseph Freedberg attribuisce la sua formazione a Ridolfo del Ghirlandaio o più probabilmente al suo allievo, Michele di Ridolfo, affermando che il pittore abbia seguito l'adattamento più conservatore della maniera vasariana. La sua produzione pittorica sembra limitata ai dipinti devozionali con Madonna e Bambino (madonneri), e in questo anche parafrasando le composizioni e le espressioni di Andrea del Sarto. Tra i suoi aiuti si ricorda il fratello Giovanni, morto nel 1599, che ne assimilò lo stile.
Francesco Brina morì il 4 marzo 1586 nella sua abitazione in via della Scala di Firenze da dove venne prelevato dai fratelli della Misericordia di Firenze e trasportato a S. Maria Novella per essere ivi seppellito.

### Opere
- Adorazione, Chiesa di Santa Felicita, Firenze
- Annunciazione con Santi, Chiesa di San Gaggio, Firenze
- Natività della Vergine, Chiesa di Santa Croce, Vinci
- Madonna con Bambino e Santi, Chiesa dei Santi Jacopo e Martino, Uzzano
- Madonna col Bambino, Museo dell'Opera del Duomo, Prato
- Sant'Onofrio indica il Crocifisso, Museo di arte sacra, Massa Marittima
- Madonna col Bambino e San Giovannino, Museo della Misericordia di Firenze